# كلفن تان
كلفن تان (بالإنجليزية: Kelvin Tan)‏ هو كاتب أغاني سنغافوري، ولد في 22 أغسطس 1964 في سنغافورة.